# Irene Dunne
Irene Marie Dunn (Louisville (Kentucky), 20 december 1898 - Los Angeles (Californië), 4 september 1990) was een Amerikaans actrice.
Irene is geboren in Louisville en was een beroemde ster in de jaren 30. Ze ging in 1957 met pensioen en stierf in 1990 aan een hartstilstand.

Ze trouwde op 16 juli 1928 met Francis Dennis Griffin. Ze adopteerden een dochtertje, Mary (1935-2020). Haar man, Francis Griffin stierf op 15 oktober 1965.

## Filmografie
- Bibsys: 90597167
- Biblioteca Nacional de España: XX1170150
- Bibliothèque nationale de France: cb13893511k (data)
- CiNii: DA12236966
- Gemeinsame Normdatei: 119085674
- International Standard Name Identifier: 0000 0001 1559 2799
- Library of Congress Control Number: n87847001
- Nationale Bibliotheek van Letland: 000342845
- MusicBrainz: 6709714f-10ca-4806-853c-c94ef98ce45d
- National Archives and Records Administration: 10570511
- Nationale Bibliotheek van Tsjechië: xx0158150
- Nationale Bibliotheek van Israël: 987007347026505171
- Nationale Bibliotheek van Polen: a0000003741627
- Nederlandse Thesaurus van Auteursnamen: 07404351X
- SNAC: w60z9b2x
- Système universitaire de documentation: 069121737
- Virtual International Authority File: 7573777
- WorldCat: E39PBJdMdwtTVxpBWk8yFmMByd